# Philippa Kraft

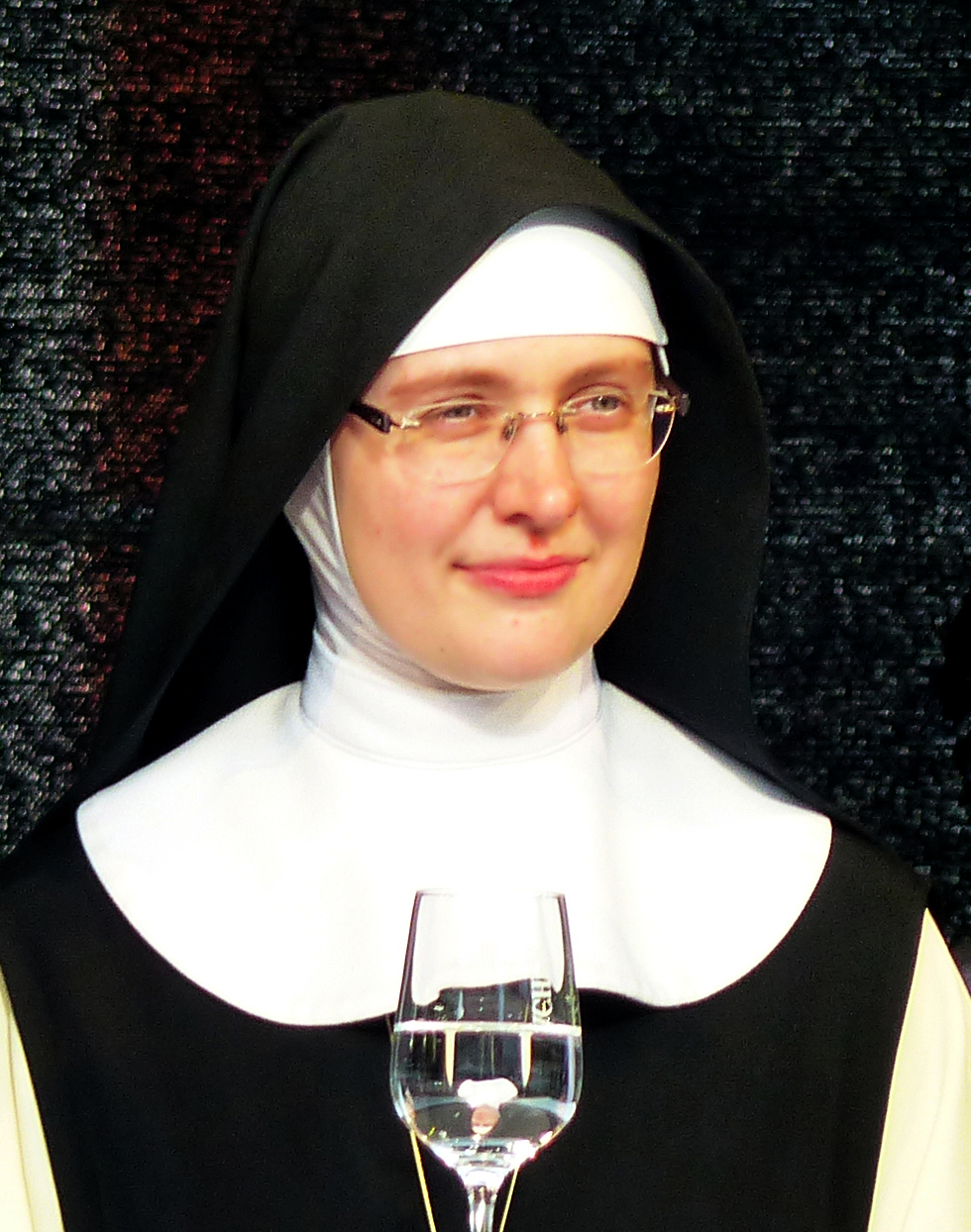
Äbtissin Philippa Kraft

Maria Philippa Kraft (* als Manuela Kraft  am 25. Januar 1975 in Greiz, Deutschland) ist ehemalige Äbtissin der Zisterzienserinnenabtei St. Marienstern.

## Leben
Manuela Kraft wuchs als Einzelkind in Elsterberg im Vogtland auf und trat 1994 nach ihrer Ausbildung zur Buchbinderin in Marienstern als Postulantin in die Ordensgemeinschaft der Zisterzienserinnen ein. Nachdem sie 1995 ihr Noviziat begonnen und den Ordensnamen Maria Philippa erhalten hatte, legte sie im April 1999 ihre feierliche Profess ab. Danach war sie für die Beköstigung, später für die Aufnahme der Gäste zuständig, versah den Pfortendienst und betreute die Computertechnik. Seit 2010 war sie Kantorin des Klosters.
Am 9. August 2011 wurde sie als Nachfolgerin von Benedicta Waurick zur 43. Äbtissin des Klosters gewählt. Am 18. September 2011 fand die Benediktion durch Generalabt Mauro-Giuseppe Lepori statt, der ihr die Pontifikalien übergab. Am 24. April 2017 wurde ihre Resignation als Äbtissin und ihr Austritt aus dem Orden aus persönlichen Gründen bekanntgegeben.